# District d'Ikalamavony
Le district d'Ikalamavony est un district de Madagascar, situé dans la partie ouest de la région Haute Matsiatra, dans la province de Fianarantsoa.